# Jerzy VII Thurzo
Jerzy VII Thurzo (ur. 2 września 1567 na zamku Lietava, zm. 24 grudnia 1616 w Bytczy) – możnowładca węgierski, dowódca wojskowy w walkach z Turkami, dziedziczny żupan orawski, palatyn Węgier. Był synem Franciszka I Thurzona, żupana orawskiego i Katarzyny Zrińskiej. Dobra Jerzego, trafiając po jego śmierci w ręce jego siedmiu córek, dały początek Komposesoratowi Orawskiemu.